# Lathusia ferruginea
Lathusia ferruginea är en skalbaggsart som först beskrevs av Bruch 1908.  Lathusia ferruginea ingår i släktet Lathusia och familjen långhorningar.
Artens utbredningsområde är Paraguay. Inga underarter finns listade i Catalogue of Life.